# Sorte Høg's Overmand
Sorte Høg's Overmand (originaltitel The Demon Rider) er en amerikansk stumfilm fra 1925 instrueret af Paul Hurst.

## Medvirkende
- Ken Maynard som Billy Dennis
- Alma Rayford som Mary Bushman
- Fred Burns som Jim Lane
- Tom London
- James B. Lowe